# Великий Скнит
Великий Скнит (укр. Великий Скнит) — село в Славутском районе Хмельницкой области Украины.
Население по переписи 2001 года составляло 584 человек. Почтовый индекс — 30023. Телефонный код — 3842. Занимает площадь 2,25 км². Код КОАТУУ — 6823981501.

## Местный совет
30023, Хмельницкая обл., Славутский р-н, с. Великий Скнит